# Kirkja
Kirkja [ˈtʃʰɪɻtʃʰa] és una localitat de l'illa de Fugloy, a les illes Fèroe. És la capital del municipi de Fugloyar. El 2021 tenia 30 habitants.
Kirkja té un petit port que el comunica amb Svínoy i Hvannasund. També és possible la comunicació mitjançant un helicòpter. Una carretera el connecta amb l'altre poble de l'illa anomenat Hattarvík. A Kirkja hi ha una església, oficina de correus i una escola primària.
El seu nom significa literalment "església" en feroès, i es deu a què durant molts anys aquí hi va haver l'única església de l'illa.
Kirkja existeix des de l'edat mitjana. Aparteix per primer cop esmentat al Hundabrævið, document del segle XIV que legislava la tinença de gossos a l'arxipèlag. L'església actual data de 1933 i recorda l'estil de les clàssiques esglésies de fusta feroeses. El retaule del temple és del famós pintor feroès Sámal Joensen-Mikines.